# Лі Пен
Лі Пен (спрощ.: 李鹏; кит. трад.: 李鵬; піньїнь: Lǐ Péng, нар. 20 жовтня 1928 — пом. 22 липня 2019) — китайський політик, прем'єр Держради Китайської Народної Республіки від 1987 до 1998 року, а також голова Постійного комітету Національного народного конгресу, головного законодавчого органу Китаю від 1998 до 2003 року. На більшу частину 1990-х років Лі зайняв друге місце в ієрархії Комуністичної партії Китаю (КПК) позаду тодішнього генерального секретаря партії Цзян Цземіня. Він залишався в Постійному комітеті Політбюро КПК до 2002 року.